# Bonin, Hạt Koszalin
Bonin [ˈbɔnin] (tiếng Đức: Bonin) là một ngôi làng thuộc khu hành chính của Gmina Manowo, thuộc quận Koszalin, West Pomeranian Voivodeship, ở phía tây bắc Ba Lan. Nó nằm khoảng 5 kilômét (3 mi) phía tây bắc Manowo, 7 km (4 mi) về phía đông nam Koszalin, và 137 km (85 mi) về phía đông bắc của thủ đô khu vực Szczecin. Trong Bonin được đặt Bộ Khoa học bảo vệ và giống khoai tây, trước đây là Viện nghiên cứu khoai tây, hiện là một phần của Viện nhân giống và làm quen với cây trồng.
Ngôi làng có dân số 1.300 người.